# Пони Рок (Канзас)
Пони Рок (енгл. Pawnee Rock) град је у америчкој савезној држави Канзас.

## Демографија
По попису из 2010. године број становника је 252, што је 104 (-29,2%) становника мање него 2000. године.
| Група             | 2000.       | 2010.       |
| Белци             | 340 (95,5%) | 238 (94,4%) |
| Афроамериканци    | 1 (0,3%)    | 0 (0,0%)    |
| Азијати           | 0 (0,0%)    | 0 (0,0%)    |
| Хиспаноамериканци | 9 (2,5%)    | 6 (2,4%)    |
| Укупно            | 356         | 252         |